# End of Production
Mit dem englischen Begriff End of Production (EOP) wird in der Industrie das Ende der Serienproduktion bezeichnet, die mit dem Start of Production beginnt. Da für einige Produkte (z. B. Fahrzeuge) eine gesetzliche Verpflichtung besteht, dem Kunden noch für einen bestimmten Zeitraum eine Ersatzteilversorgung sicherzustellen, muss die Produktion für den Ersatzteildienst weitergeführt werden. Viele Ersatzteile werden dann nicht mehr in der Serienproduktion hergestellt, die dann bereits die neuen Produkt herstellt, sondern in besondere Fertigungsbereiche verlagert oder die Produktion wird an externe Firmen vergeben. Dabei ist es wichtig, dass die Werkzeuge erhalten bleiben und für die Ersatzteilproduktion weiterhin zur Verfügung stehen. Die Fertigung von Produkten nach dem EoP wird auch als Nachserie bzw. Nachserienfertigung bezeichnet.